# Le Remède mortel
L'Epreuve,Le Remède mortel (titre original : The Death Cure) est le troisième  roman de la trilogie L'Épreuve écrite par James Dashner. Suite du deuxième tome La Terre brûlée, ce roman de science-fiction a été publié pour la première fois aux États-Unis en 2011 puis est paru en France en 2014.
Les deux premiers volumes ont été adaptés au cinéma et sont sortis respectivement en 2014 et 2015 ; l'adaptation du troisième, Le Labyrinthe : Le Remède mortel, sort le 7 février 2018 en France.
Le WICKED a tout volé à Thomas : sa vie, sa mémoire et maintenant ses seuls amis. Mais l'épreuve touche à sa fin. Ne reste qu'un dernier test...  Terrifiant. Cependant, Thomas a retrouvé assez de souvenirs pour ne plus faire confiance à l'organisation. Il a triomphé du Labyrinthe. Il a survécu à la Terre Brûlée. Il fera tout pour sauver ses amis, même si la vérité risque de provoquer la fin de tout.

## Résumé
Thomas, détenu en isolement, est finalement libéré par Janson (dit l'Homme-Rat), le directeur adjoint de WICKED, lequel raconte aux Blocards (groupe A) et au groupe B que la majorité d'entre eux sont immunisés à la Braise, à l'exception de certains dont il lit les noms, dont Newt. Les Blocards se voient offrir la chance de récupérer leurs souvenirs et de supprimer les contrôleurs dans leurs têtes, au prix de la capacité de Thomas à communiquer avec Teresa et Aris. Thomas, Minho et Newt sont les seuls à refuser l'opération chirurgicale, Thomas ne voulant pas savoir qui il était quand il a aidé à construire le Labyrinthe. Ils s'échappent avec l'aide de Brenda et Jorge, juste avant  de subir de force l'opération.
Ces derniers leur révèlent alors avoir travaillé pour WICKED. Brenda convainc Thomas qu'elle n'a pas eu le choix et ce dernier lui pardonne. Peu de temps après, ils découvrent que tous ceux qui ont subi la procédure de restauration de leur mémoire les ont abandonnés en volant un Berg du hangar. Newt commence à ressentir les premiers symptômes de la Braise, qui entraîne l'agressivité, la dégénérescence du cerveau et finit par réduire l'être humain à un animal. Après avoir frappé Minho sans raison, ce qui conduit à une bagarre entre les deux camarades, Newt donne une note à Thomas et lui dit de l'ouvrir « quand le moment sera venu ». Ils volent un autre Berg, piloté par Jorge, et partent en direction de Denver.
Ils atteignent la ville de Denver à la recherche d'un homme appelé Hans qui peut retirer à Thomas, Minho et Newt les puces de contrôle. Newt, infecté par la braise, est incapable de continuer et le reste du groupe doit le laisser derrière dans le véhicule volant. À l'aéroport, un homme en costume noir les dirige vers une adresse. Celui qui les attend n'est autre que Gally, qui a rejoint un groupe de résistants appelé « Le Bras Armé » et est déterminé à mettre un terme aux essais et expériences. Il leur explique que WICKED veut capturer chaque immunisé qu'ils peuvent trouver pour préparer un autre cycle d'essais. Gally révèle également que dans les villes en ruine, beaucoup de ceux qui souffrent de la « Braise » utilisent une drogue appelée Bliss qui ralentit le fonctionnement cérébral, et donc la progression du virus, en plus de soulager la douleur.
Thomas et ses amis trouvent Hans, qui retire la puce de contrôle de Minho. Mais quand vient le tour de Thomas, WICKED utilise la puce pour le forcer à résister à la procédure. Brenda, Jorge et Minho doivent se mettre à trois pour le maintenir pendant que Hans opère. Le groupe se rend ensuite dans un café, où Thomas est capturé par des gardes, qui veulent le vendre à des chasseurs de primes, qui le livreront à WICKED. Janson, sous forme d'hologramme, utilise un véhicule de police pour abattre le garde qui retenait Thomas prisonnier et lui explique que Newt est en grave danger : le virus évolue beaucoup plus vite que la normale et s'il espère le sauver lui, ainsi que le reste de la population, il doit se livrer au WICKED pour la dernière épreuve. Minho, Thomas, Brenda et Jorge parviennent à revenir au Berg et y trouvent une note : Newt a été capturé par les Fondus. Minho les convainc d'aller au Palais des Fondus dans une tentative de sauvetage et ils rencontrent Newt après avoir corrompu les gardes. Newt leur dit de partir en leur braquant sur eux son lanceur (arme électrique), et laissant les Fondus les chasser. Thomas se souvient de la note que Newt lui a donnée, et la lit pour découvrir qu'il avait imploré Thomas de le tuer. Thomas désespère de ne pas avoir lu la note plus tôt, mais les quatre finissent par revenir à Denver.
Ils découvrent que Teresa et les autres ont tous été capturés. Thomas et Minho assomment les gardes et menacent de tirer sur leurs pieds s'ils ne les amènent pas jusqu'à leur chef. Thomas découvre que le « leader » est en fait le chef de file du « Bras Armé », Vince. Ce dernier, accompagné de Gally, leur dit qu'ils copient le design de WICKED et qu'il prévoit prendre leur bâtiment d'assaut. Il lui révèle leur plan : faire sauter le WICKED. Lawrence va escorter Thomas en dehors de la ville et récupérer le Berg avec lequel il se rendra au WICKED pour poursuivre le plan. Sur son chemin vers le Berg du « Bras Armé », Thomas voit Newt avec un groupe de Fondus, qui attaquent Denver. Avec un pistolet dans sa poche, Thomas tente de convaincre Newt de venir avec lui. Ce dernier,  succombant de plus en plus à la Braise et, n'ayant plus toute sa tête, refuse. Il lui dit que tout ça est de sa faute et que s'il était vraiment son ami il aurait mis à l'œuvre son dernier souhait : celui de le tuer avant qu'il ne devienne totalement un fondu. Newt le supplie de l'abattre et Thomas, la mort dans l'âme, pointe son pistolet sur la tempe de son ami et presse la détente.
Travaillant pour le « Bras Armé », Thomas arrive au siège du WICKED et découvre que Janson a l'intention de compléter le remède en examinant la structure du cerveau physique de Thomas - un acte mortel et irréversible, la troisième épreuve. Thomas réussit à installer un dispositif qui désactive toutes les armes de WICKED, permettant au « Bras Armé » de commencer l'assaut du centre. Il se retrouve cependant à lutter contre les chirurgiens qui sont prêts à lui ouvrir le crâne afin de terminer l'épreuve. Il désespère, se rendant compte qu'il est trop tard pour lui et qu'il va mourir au nom d'une expérience qui ne sauvera peut être personne. C'est avec surprise qu'il se réveille pour découvrir qu'il n'est pas mort et trouve une note de la chancelière Ava Paige. La note révèle que le WICKED dispose de suffisamment de ressources pour mettre au point le remède et que son cerveau n'est pas nécessaire, mais qu'il existe des divergences au sein du WICKED.
La note révèle également l'emplacement des Immunisés que le « Bras Armé » a « vendu » au WICKED, et un « lieu sûr » où Thomas peut emmener ses amis. Ils retournent dans le Labyrinthe pour trouver les Immunisés capturés par le WICKED, mais apprennent que le « Bras Armé » veut en faire sauter le siège, plutôt que l'occuper. Des explosions détruisent le labyrinthe, provoquant la mort de nombreux immunisés. Revenant au monde extérieur, Thomas fait face à Janson accompagné de six gardes qui refusent de le laisser partir sans avoir terminé la dernière épreuve. Finalement en combat singulier, armé d'un tuyau en métal, Thomas réussit à étrangler l'Homme-rat, le tuant. Alors que le plafond commence à s'écrouler, Teresa se jette sur Thomas et lui sauve la vie. Elle va succomber à ses blessures, peu après lui avoir assuré qu'elle était désolée pour tout. Les survivants passent finalement à travers le portail vers un paradis luxuriant. 
Le livre se termine sur le baiser de Thomas et Brenda face à un coucher de soleil, libérés de cette peur et de cette anxiété d'être destinés à une mort certaine. 
L'épilogue révèle que la Braise a été délibérément diffusée par le gouvernement comme un instrument de contrôle démographique après que le soleil a calciné le monde, mais que cela a dégénéré et échappé à tout contrôle. Le WICKED a été incapable de trouver un remède. La chancelière réalise que depuis le début, les Immunisés sont le seul espoir ; alors que le monde va s'effriter, les Immunisés survivants seront seuls capable de reconstruire la société et d'assurer la survie de la race humaine. C'est selon elle, la raison qui fait que « le WICKED est bon. »